# ليلو هاردل
ليلو هاردل Lilo Hardel (ولدت في برلين في يونيو 1914- ماتت في برلين في أغسطس 1999) هي أديبة ألمانية، كانت معظم كتاباتها للأطفال والشباب.

## حياتها
ولدت ليلو هاردل ابنة لصانع أقفال. والتحقت العام 1928 برابطة الطلاب الاشتراكيين، وفي العام 1931 برابطة شباب ألمانيا الشيوعيين. وفي عام 1933 ونتيجة لهذه النشاطات السياسية، أجبرت على ترك المدرسة.
ومن عام 1933 حتى 1936 أقامت في المهجر في فرنسا, وكانت تعمل هناك مدرسة في مدرسة ثانوية. وعادت إلى برلين في عام 1936, حيث عملت كاتبة على الآلة الكاتبة، وذلك بجوار ممارستها نشاطها في المعاضة المعادية للفاشية.
وقد تزوجت بجيرهارد هاردل, وعاشت معه في كروناخ في بايرن. وبعد نهاية الحرب العالمية الثانية, رحلت هي وأسرتها إلى برلين الشرقية, حيث عملت ليلو في الإذاعة التعليمية.
ومنذ بداية الخمسينات كانت تعيش وتعمل كاتبة حرة، مع زوجها في شتراوسبرج القريبة من برلين.

## كتاباتها
كانت ليلو هاردل تكتب مؤلفات للأطفال والشباب، وتقرأ بعضا منها في الإذاعة التي كانت تعمل بها فترة من حياتها. وكانت تلك الكتابات سائرة على الخط الموالي للحكومة وللحزب الشيوعي, الحاكم في ألمانيا الشرقية.
و كانت ليلو هاردل عضوا في اتحاد كتاب ألمانيا الشرقية. وقد حصلت بالاشتراك مع زوجها جيرهارد هاردل، على الجائزة القومية لألمانيا الشرقية، وذلك في عام 1968.

## أعمالها
1. بيبس وحنا 1952
2. لوتشن الخجول 1953
3. رحلة كارل الكبيرة 1957
4. المسرح في المدينة الصغيرة 1959
5. ناديا حبيبتي 1975
6. الغربان الثمانية 1964